# Saint-Maurice-de-l'Échouerie
Saint-Maurice-de-l'Échouerie ou L'Échouerie, anciennement Saint-Maurice, est un village compris dans le territoire de la ville de Gaspé, en Gaspésie–Îles-de-la-Madeleine, au Québec. D'abord constitué en municipalité de paroisse, le territoire de Saint-Maurice est annexé à la ville de Gaspé le 1er janvier 1971.

## Histoire
Un bureau de poste portant le nom de L'Échouerie est ouvert en 1912 afin de desservir un hameau de pêcheurs,. Le nom « Échouerie », paru dès le XVIIIe siècle sur une carte de Bellin, désigne soit une anse où les loups-marins viennent se reposer, soit une plage où s'échouent les barques des pêcheurs,.
Une paroisse est érigée canoniquement par détachement de Saint-Martin-de-la-Rivière-au-Renard trois ans plus tard. Le nom de Saint-Maurice aurait été choisi afin d'honorer Elias Morris, alors curé de Saint-Martin, par rapprochement phonétique.
La paroisse est érigée civilement le 23 mai 1923, sous le nom de Saint-Maurice. La municipalité est annexée à Gaspé par la Charte de la ville de Gaspé, loi issue du processus de réorganisation municipale québécois de 1970. Le toponyme est changé pour Saint-Maurice-de-l'Échouerie en 1985.